# Los Angeles Clippers 1999-2000
La stagione 1999-2000 dei Los Angeles Clippers fu la 30ª nella NBA per la franchigia.
I Los Angeles Clippers arrivarono settimi nella Pacific Division della Western Conference con un record di 15-67, non qualificandosi per i play-off.

## Roster
| N° | Naz.                   | Ruolo | Sportivo           | Anno | Alt. | Peso |
| -- | ---------------------- | ----- | ------------------ | ---- | ---- | ---- |
| 1  | Stati Uniti (bandiera) | G     | Derek Anderson     | 1974 | 196  | 194  |
| 2  | Stati Uniti (bandiera) | G     | Charles R. Jones   | 1975 | 191  | 82   |
| 3  | Stati Uniti (bandiera) | G     | Eric Murdock       | 1968 | 185  | 86   |
| 5  | Stati Uniti (bandiera) | G     | Jeff McInnis       | 1974 | 193  | 86   |
| 6  | Stati Uniti (bandiera) | G     | Troy Hudson        | 1976 | 185  | 77   |
| 7  | Stati Uniti (bandiera) | A     | Lamar Odom         | 1979 | 208  | 100  |
| 8  | Stati Uniti (bandiera) | A     | Tyrone Nesby       | 1976 | 198  | 102  |
| 23 | Stati Uniti (bandiera) | A     | Maurice Taylor     | 1976 | 206  | 118  |
| 24 | Stati Uniti (bandiera) | AC    | Pete Chilcutt      | 1968 | 208  | 104  |
| 30 | Stati Uniti (bandiera) | A     | Anthony Avent      | 1969 | 206  | 107  |
| 31 | Stati Uniti (bandiera) | AC    | Marty Conlon       | 1968 | 208  | 102  |
| 32 | Stati Uniti (bandiera) | A     | Brian Skinner      | 1976 | 206  | 116  |
| 33 | Stati Uniti (bandiera) | C     | Keith Closs        | 1976 | 221  | 96   |
| 34 | Nigeria (bandiera)     | C     | Michael Olowokandi | 1975 | 213  | 122  |
| 41 | Stati Uniti (bandiera) | A     | Etdrick Bohannon   | 1973 | 206  | 100  |
| 44 | Stati Uniti (bandiera) | A     | Mario Bennett      | 1973 | 198  | 107  |
| 52 | Stati Uniti (bandiera) | GA    | Eric Piatkowski    | 1970 | 201  | 98   |

## Staff tecnico
- Allenatori: Chris Ford (11-34) (fino al 3 febbraio)[1], Jim Todd (4-33)
- Vice-allenatori: Jim Todd (fino al 3 febbraio), Dennis Johnson, Kareem Abdul-Jabbar, Rex Kalamian
- Preparatore atletico: Jasen Powell